# Gran Premio motociclistico del Brasile 1999
Il Gran Premio motociclistico di Rio 1999 corso il 24 ottobre, è stato il quindicesimo Gran Premio della stagione 1999 e ha visto vincere la Yamaha di Norifumi Abe nella classe 500, Valentino Rossi nella classe 250 e Noboru Ueda nella classe 125.

## Classe 500

### Arrivati al traguardo
| Pos | Nº | Pilota            | Squadra                    | Motocicletta | Giri | Tempo     | Griglia | Punti |
| --- | -- | ----------------- | -------------------------- | ------------ | ---- | --------- | ------- | ----- |
| 1   | 6  | Norick Abe        | Antena 3 Yamaha-D'Antin    | Yamaha       | 24   | 45:24.308 | 12      | 25    |
| 2   | 2  | Max Biaggi        | Marlboro Yamaha            | Yamaha       | 24   | +0.161    | 6       | 20    |
| 3   | 10 | Kenny Roberts Jr  | Suzuki Grand Prix          | Suzuki       | 24   | +0.257    | 1       | 16    |
| 4   | 5  | Alex Barros       | Team Telefonica Celular    | Honda        | 24   | +4.442    | 3       | 13    |
| 5   | 15 | Sete Gibernau     | Repsol Honda               | Honda        | 24   | +4.631    | 2       | 11    |
| 6   | 3  | Àlex Crivillé     | Repsol Honda               | Honda        | 24   | +21.254   | 11      | 10    |
| 7   | 8  | Tadayuki Okada    | Repsol Honda               | Honda        | 24   | +21.525   | 5       | 9     |
| 8   | 24 | Garry McCoy       | Red Bull Yamaha WCM        | Yamaha       | 24   | +22.394   | 10      | 8     |
| 9   | 9  | Nobuatsu Aoki     | Suzuki Grand Prix          | Suzuki       | 24   | +23.089   | 9       | 7     |
| 10  | 35 | Anthony Gobert    | Biland GP1                 | MuZ Weber    | 24   | +30.275   | 8       | 6     |
| 11  | 55 | Régis Laconi      | Red Bull Yamaha WCM        | Yamaha       | 24   | +41.314   | 14      | 5     |
| 12  | 31 | Tetsuya Harada    | Aprilia Grand Prix Racing  | Aprilia      | 24   | +41.648   | 18      | 4     |
| 13  | 19 | John Kocinski     | Kanemoto Nettaxi Honda     | Honda        | 24   | +42.757   | 15      | 3     |
| 14  | 52 | David de Gea      | Proton KR Modenas          | Modenas KR3  | 24   | +43.380   | 16      | 2     |
| 15  | 26 | Haruchika Aoki    | F.C.C. TSR                 | TSR-Honda    | 24   | +45.652   | 19      | 1     |
| 16  | 68 | Mark Willis       | Buckley Systems BSL Racing | Modenas KR3  | 24   | +48.740   | 21      |       |
| 17  | 25 | José Luis Cardoso | Maxon TSR                  | TSR-Honda    | 24   | +1:14.209 | 17      |       |
| 18  | 22 | Sébastien Gimbert | Tecmas Honda Elf           | Honda        | 24   | +1:27.360 | 23      |       |

### Ritirati
| Nº | Pilota                   | Squadra                 | Motocicletta | Giri | Griglia |
| -- | ------------------------ | ----------------------- | ------------ | ---- | ------- |
| 14 | Juan Bautista Borja      | Team Telefonica Celular | Honda        | 7    | 13      |
| 17 | Jurgen van den Goorbergh | Biland GP1              | MuZ Weber    | 4    | 7       |
| 20 | Mike Hale                | Proton KR Modenas       | Modenas KR3  | 4    | 20      |
| 4  | Carlos Checa             | Marlboro Yamaha         | Yamaha       | 1    | 4       |
| 21 | Michael Rutter           | Millar Honda            | Honda        | 1    | 24      |
| 37 | Steve Martin             | Dee Cee Jeans Racing    | Honda        | 0    | 22      |

## Classe 250

### Arrivati al traguardo
| Pos | Nº | Pilota           | Squadra                    | Motocicletta | Giri | Tempo     | Griglia | Punti |
| --- | -- | ---------------- | -------------------------- | ------------ | ---- | --------- | ------- | ----- |
| 1   | 46 | Valentino Rossi  | Aprilia Grand Prix Racing  | Aprilia      | 22   | 42:17.893 | 2       | 25    |
| 2   | 4  | Tōru Ukawa       | Shell Advance Honda        | Honda        | 22   | +1.328    | 9       | 20    |
| 3   | 1  | Loris Capirossi  | Elf Axo Honda Gresini      | Honda        | 22   | +1.944    | 4       | 16    |
| 4   | 19 | Olivier Jacque   | Chesterfield Yamaha Tech 3 | Yamaha       | 22   | +2.342    | 1       | 13    |
| 5   | 7  | Stefano Perugini | Fila Watches Honda         | Honda        | 22   | +2.395    | 8       | 11    |
| 6   | 12 | Sebastián Porto  | Semprucci Biesse-Group     | Yamaha       | 22   | +13.031   | 5       | 10    |
| 7   | 6  | Ralf Waldmann    | Aprilia Germany            | Aprilia      | 22   | +15.483   | 10      | 9     |
| 8   | 11 | Tomomi Manako    | Yamaha Kurz Aral           | Yamaha       | 22   | +16.222   | 12      | 8     |
| 9   | 44 | Roberto Rolfo    | Vasco Rossi Racing         | Aprilia      | 22   | +41.230   | 13      | 7     |
| 10  | 37 | Luca Boscoscuro  | Polini                     | TSR-Honda    | 22   | +43.002   | 11      | 6     |
| 11  | 24 | Jason Vincent    | Padgetts HRC Shop          | Honda        | 22   | +43.012   | 14      | 5     |
| 12  | 66 | Alex Hofmann     | Racing Factory             | TSR-Honda    | 22   | +54.010   | 19      | 4     |
| 13  | 23 | Julien Allemand  | Tecmas Honda Elf           | TSR-Honda    | 22   | +1:12.641 | 18      | 3     |
| 14  | 18 | Scott Smart      | Sabre Docshop Racing       | Aprilia      | 22   | +1:12.746 | 17      | 2     |
| 15  | 56 | Shin'ya Nakano   | Chesterfield Yamaha Tech 3 | Yamaha       | 22   | +1:12.791 | 3       | 1     |
| 16  | 41 | Jarno Janssen    | Rizla Honda                | TSR-Honda    | 22   | +1:32.120 | 20      |       |
| 17  | 10 | Fonsi Nieto      | Antena 3 Yamaha-D'Antin    | Yamaha       | 22   | +1:32.440 | 21      |       |
| 18  | 58 | Matias Rios      | PR2 Mitsubishi             | Aprilia      | 22   | +1:42.432 | 24      |       |
| 19  | 16 | Johan Stigefelt  | Edo Racing                 | Yamaha       | 22   | +1:44.838 | 22      |       |

### Ritirati
| Nº | Pilota            | Squadra                 | Motocicletta | Giri | Griglia |
| -- | ----------------- | ----------------------- | ------------ | ---- | ------- |
| 32 | Markus Barth      | Yamaha Kurz Aral        | Yamaha       | 20   | 25      |
| 14 | Anthony West      | Shell Advance Honda     | TSR-Honda    | 15   | 15      |
| 9  | Jeremy McWilliams | QUB Team Optimum        | Aprilia      | 13   | 6       |
| 21 | Franco Battaini   | FGF Battaini Racing     | Aprilia      | 5    | 7       |
| 15 | David García      | Antena 3 Yamaha-D'Antin | Yamaha       | 1    | 23      |

### Non partito
| Nº | Pilota          | Moto      | Griglia |
| -- | --------------- | --------- | ------- |
| 17 | Maurice Bolwerk | TSR-Honda | 16      |

### Non qualificato
| Nº | Pilota          | Moto      |
| -- | --------------- | --------- |
| 36 | Masaki Tokudome | TSR-Honda |

## Classe 125

### Arrivati al traguardo
| Pos | Nº | Pilota            | Squadra                | Motocicletta | Giri | Tempo     | Griglia | Punti |
| --- | -- | ----------------- | ---------------------- | ------------ | ---- | --------- | ------- | ----- |
| 1   | 6  | Noboru Ueda       | Givi Honda LCR         | Honda        | 21   | 42:14.647 | 6       | 25    |
| 2   | 13 | Marco Melandri    | Benetton Playlife      | Honda        | 21   | +0.131    | 1       | 20    |
| 3   | 7  | Emilio Alzamora   | Via Digital Team       | Honda        | 21   | +0.977    | 12      | 16    |
| 4   | 32 | Mirko Giansanti   | Kappa Racing           | Aprilia      | 21   | +1.055    | 5       | 13    |
| 5   | 23 | Gino Borsoi       | Semprucci Biesse-Group | Aprilia      | 21   | +1.297    | 8       | 11    |
| 6   | 4  | Masao Azuma       | Benetton Playlife      | Honda        | 21   | +1.457    | 2       | 10    |
| 7   | 54 | Manuel Poggiali   | Kappa Racing           | Aprilia      | 21   | +1.689    | 3       | 9     |
| 8   | 15 | Roberto Locatelli | Vasco Rossi Racing     | Aprilia      | 21   | +2.025    | 4       | 8     |
| 9   | 16 | Simone Sanna      | Polini                 | Honda        | 21   | +2.280    | 11      | 7     |
| 10  | 41 | Yōichi Ui         | Festina-Derbi          | Derbi        | 21   | +20.740   | 7       | 6     |
| 11  | 26 | Ivan Goi          | Matteoni Racing        | Honda        | 21   | +24.150   | 15      | 5     |
| 12  | 10 | Jerónimo Vidal    | C.C. Valencia          | Aprilia      | 21   | +24.424   | 13      | 4     |
| 13  | 21 | Arnaud Vincent    | C.C. Valencia          | Aprilia      | 21   | +29.529   | 16      | 3     |
| 14  | 11 | Max Sabbatani     | Matteoni Racing        | Honda        | 21   | +30.710   | 14      | 2     |
| 15  | 29 | Ángel Nieto Jr    | Via Digital Team       | Honda        | 21   | +30.755   | 20      | 1     |
| 16  | 17 | Steve Jenkner     | Marlboro Team ADAC     | Aprilia      | 21   | +49.281   | 21      |       |
| 17  | 1  | Kazuto Sakata     | M.T.P. - Team Pileri   | Honda        | 21   | +52.716   | 23      |       |
| 18  | 12 | Randy de Puniet   | Scrab Competition      | Aprilia      | 21   | +52.850   | 19      |       |
| 19  | 18 | Reinhard Stolz    | Polini                 | Honda        | 21   | +52.955   | 22      |       |
| 20  | 9  | Frédéric Petit    | Racing Moto Sport      | Aprilia      | 21   | +53.422   | 17      |       |
| 21  | 5  | Lucio Cecchinello | Givi Honda LCR         | Honda        | 21   | +1:06.648 | 10      |       |
| 22  | 24 | Robbin Harms      | Mayer-Rubatto Racing   | Aprilia      | 21   | +1:21.345 | 25      |       |
| 23  | 97 | Cesar Barros      | Honda Revista Moto     | Honda        | 21   | +1:30.648 | 28      |       |
| 24  | 96 | Cristiano Vieira  | Honda Brazil           | Honda        | 21   | +1:31.895 | 26      |       |
| 25  | 99 | Jason Di Salvo    | Polini / Alien Racing  | Honda        | 21   | +1:50.098 | 27      |       |
| 26  | 95 | Renato Velludo    | Gota Daurada Racing    | Honda        | 20   | +1 giro   | 29      |       |

### Ritirati
| Nº | Pilota             | Squadra                  | Motocicletta | Giri | Griglia |
| -- | ------------------ | ------------------------ | ------------ | ---- | ------- |
| 22 | Pablo Nieto        | Festina-Derbi            | Derbi        | 10   | 24      |
| 8  | Gianluigi Scalvini | Inoxmacel Fontana Racing | Aprilia      | 4    | 9       |

### Non partito
| Nº | Pilota               | Moto    | Griglia |
| -- | -------------------- | ------- | ------- |
| 44 | Alessandro Brannetti | Aprilia | 18      |

### Non qualificato
| Nº | Pilota              | Moto  |
| -- | ------------------- | ----- |
| 98 | Alexander Di Grandi | Honda |